# Bogata (Texas)
Bogata is een plaats (city) in de Amerikaanse staat Texas, en valt bestuurlijk gezien onder Red River County.

## Demografie
Bij de volkstelling in 2000 werd het aantal inwoners vastgesteld op 1396.
In 2006 is het aantal inwoners door het United States Census Bureau geschat op 1327, een daling van 69 (-4,9%).

## Geografie
Volgens het United States Census Bureau beslaat de plaats een oppervlakte van
3,7 km², geheel bestaande uit land. Bogata ligt op ongeveer 129 m boven zeeniveau.

## Plaatsen in de nabije omgeving
De onderstaande figuur toont nabijgelegen plaatsen in een straal van 28 km rond Bogata.